# Procambarus capillatus
Procambarus capillatus är en kräftdjursart som beskrevs av Hobbs 1971. Procambarus capillatus ingår i släktet Procambarus och familjen Cambaridae. IUCN kategoriserar arten globalt som otillräckligt studerad. Inga underarter finns listade i Catalogue of Life.